# Щеликов, Константин Анатольевич
Константин Анатольевич Щеликов (17 июня 1966, Гродно — 11 сентября 2008) — советский и российский волейболист.

## Биография
Константин Щеликов родился 17 июня 1966 года в городе Гродно Белорусской ССР.
Занимался волейболом в Ленинградской школе-интернате № 62 спортивного профиля под началом заслуженного тренера РСФСР Василия Орлова.
Играл за ленинградский «Автомобилист» (1984—1990), ярославский «Нефтяник», финский «Лойму» (1992—1995).
В составе «Автомобилиста» дважды выигрывал бронзу чемпионата СССР (1987—1988), завоёвывал Кубок СССР (1989), дважды — Кубок ЕКВ (1988—1989). В 1990 году был финалистом Кубка обладателей кубков.
Выступал за юниорскую сборную СССР. В 1984 году в её составе выиграл первенство Европы.
Мастер спорта СССР международного класса.
Окончил Ленинградское авиационно-техническое училище гражданской авиации.
После окончания игровой карьеры занимался предпринимательством.
Умер 11 сентября 2008 года. Похоронен на Смоленском православном кладбище Санкт-Петербурга.